# Tiétar (Cáceres)
Tiétar est une commune de la province de Cáceres dans la communauté autonome d'Estrémadure en Espagne.